# Ribegade
Ribegade på Østerbro er knap 300 meter lang og ender blindt med en indhegnet børnehave. Udspringet er ved Victor Borges Plads/J. E. Ohlsens Gade. Der er så mange træer i gaden, at det kunne have været en allé.

## Gadens historie
Gaden blev navngivet efter købstaden Ribe omkring 1901. I vejviseren fra 1901 kaldes den for Ribe Tværgade men fra 1902 og frem benyttes det nuværende navn. Gaden er en af en række i bydelen, der er opkaldt efter danske købstæder og større provinsbyer.
I 1911 var der i nr. 1 mejeri ved D. Michelsen og damefrisering ved E.M. Michelsen. Jakobskirkens klokkerkontor fandt man i nr. 17, hvor klokkeren Th. Jeppesen også boede.
Gadens beboere var først og fremmest det bedre borgerskab som fx Julius Albinus, cand. theol., der var lærer ved Ordrup højere Almenskole, i nr. 16. Ingeniør H. U. Ramsing (1868-1946) boede i nr. 8 og fortjener nærmere omtale, da hans utrættelige kildegranskning er til stor hjælp for alle interesserede i Københavns historie. Han var general, historiker og ivrig amatørarkæolog og forfatter til bl.a. Københavns ejendomme 1377-1728 i seks bind. 
I nr. 17 boede der omkring århundredeskiftet koncertsangerinde og forhenværende sømineassistent, hr. og fru Koefoed.
I midten af det tyvende århundrede kunne man bl.a. finde antikvitetshandlerske Helen Fick i nr. 1, nr. 4 rummede både Albertus Eksport- og Import og Birkum Ostefabrik. Nr. 6: Bureau Assista ved bureauleder C. Nielsen.
Porcelænsmalerinde Edith Wagga-Andersen boede på første sal i nr. 1., under koncertsangerinde I. Stockmarr Hermann på anden sal. I nr. 19 boede grev C.G. Scheel. De fleste kender også tegneren Arne Ungermanns (1902-1981) streg og han boede såmænd i nr. 8 i stuen. Skuespilleren Asbjørn Andersen (1903-1978), kendt fra utallige film, bl.a. Olsen Banden-film, boede også i opgangen, blot på tredje sal. Sidst skal nævnes bispinden C. Ammundsen i nr. 20.

## Nævneværdige bygninger i gaden
Gaden har selvfølgelig et Riberhus, som mindes et kongeslot fra 1100-tallet ved Ribe. Bygningen er fra 1900 og nu holdt hvidt i hvidt og har et par antikke ansigter som pynt under karnapperne.
Nr. 4 fra 1903 giver den hele armen i nyrokokostuk: Rocaillier, kartoucher og muslingeskaller som stuk, festligt og pynteligt.
Berners stiftelse, nr. 10A og 10B, er fra 1904 og grundlagt af guldsmedelauget. Bygningen er tegnet af Gotfred Tvede (1863-1847), der også kendes fra bl.a. Ordrupgaard og Godthaabskirken. Bygningen er i røde mursten og har vælske, svungne frontispicer og meget små trappevinduer.
Ribegade 9 er fra 1917 og i et flot og svunget formsprog, lige fra trappe til karnapper. På hjørnet som konsol er den pæneste og mest velfriserede ørn, der endda har fået stækket vingerne lidt for at kunne være på facaden. Trappeopgangen er beklædt med marmorfliser, har kassetteloft med rosetter i stuk og et dejligt, drømmeagtigt landskab med træer og en borg som glasmosaik i trappevinduet. Til gengæld er der kommet et nyt gelænder af forkromet stål.
Nr. 11 og 13 er Københavns Glas- og Porcelainshandler forenings stiftelse anno MCMVI, 1906. Der er også en plakette med formanden 1902-1928, S.G. Kjersgaard. Tegnet af Heinrich Hansen.
Nr. 19 og 20 lader til at have haft samme bygherre, og nr. 20 er dristigt malet. Stueetagen er pudset og hvid, overdelen er grå, hvilket stemmer fint med skifertaget.